# Talaromyces diversus
Talarómyces divérsus (лат.) — вид несовершенных грибов (телеоморфная стадия неизвестна), относящийся к роду Таларомицес (Talaromyces). Ранее включался в состав рода Пеницилл (Penicillium) как Penicillium diversum — пеници́лл отдалённый.

## Описание
Колонии на CYA ограниченно-растущие, на 7-е сутки 0,7—1 см в диаметре, несколько бороздчатые, с белым мицелием, бархатистые, обильно спороносящие в тускло-зелёных тонах. Реверс колоний желтоватый до коричнево-оранжевого.
При 37 °C колонии на 7-е сутки 0,5—0,8 см.
На агаре с солодовым экстрактом (MEA) колонии умеренно-растущие, на 7-е сутки 2,5—3,5 см в диаметре, с белым мицелием, бархатистые до шерстистых. Спороношение обильное, тускло-зелёное. Иногда выделяются мелкие бесцветные капельки экссудата. Реверс коричневато-жёлтый.
На агаре с дрожжевым экстрактом и сахарозой (YES) колонии на 7-е сутки 0,8—1 см в диаметре, с белым мицелием, бархатистые до слабо шерстистых. Спороношение различной интенсивности, в тускло-зелёных тонах. Растворимый пигмент не выделяется, реверс светло-жёлтый.
Конидиеносцы — двухъярусные кисточки, иногда с дополнительными веточками, с гладкостенной ножкой 200—300 мкм длиной и 2,5—4 мкм толщиной. Метулы в конечной мутовке по 3—8, расходящиеся, 7—14 мкм длиной. Фиалиды игловидные, по 3—6 в пучке, 8—12 × 2—3 мкм. Конидии эллипсоидальные до почти шаровидных, гладкостенные, 2—5 × 2—3,5 мкм.

### Отличия от близких видов
Определяется по медленному и слабому росту на CYA и быстрому росту и образованию бархатистых колоний на MEA. На креатиново-сахарозном агаре (CREA) не растёт. От Talaromyces rademirici, Talaromyces erythromellis и Talaromyces primulinus отличается способностью расти при 37 °C и довольно быстрым ростом на MEA.

## Экология
Преимущественно почвенный гриб, распространённый широко, однако выделяемый редко, как правило, из тропических регионов.

## Таксономия
Talaromyces diversus (Raper & Fennell) Samson, Yilmaz, Frisvad & Seifert, Stud. Mycol. 70: 175 (2011). — Penicillium diversum Raper & Fennell, Mycologia 40 (5): 539 (1948).